# Sandy y Papo
Sandy y Papo ist eine Merengue-Hip-Hop-Band von Sandy „Sandy MC“ Carriello und Luís „Papo MC “ Deschamps aus Santo Domingo. Beide lebten seit Anfang der 1990er Jahre in New York. Mit ihren Songs erreichten sie in vielen Staaten Lateinamerikas Gold- und Platin-Auszeichnungen. Auch in Latin-Clubs Nordamerikas und Europas machten sie sich einen Namen. Nach Papos Tod am 11. Juli 1999 versuchte sich Sandy MC mit weniger Erfolg als Solokünstler. Sein erstes Album Homenaje a Papo ist eine „Widmung an Papo“.

## Diskografie
- Hora de bailar (1995)
- Otra vez (1997)
- Remix Album (1998)
- Homenaje a Papo (2000)
- MC (2002)